# Вербівка (Ізюмський район)
Вербівка — колишній населений пункт у Ізюмському районі Харківської області, підпорядковувалося Левківській сільській раді.
У часі між 1967 та 1971 роками приєднане до села Крамарівка.
Вербівка знаходилася на правому березі річки Мокрий Ізюмець, вище за течією за 2 км — село Іскра, нижче за течією прилягало до Крамарівки, на протилежному березі — Федорівка, неподалік — зупинка Федорівка.